# Mikey Dread
Michael George Campbell (Port Antonio, Jamaica; 4 de junio de 1954-Stamford, Connecticut; 15 de marzo de 2008), más conocido como Mikey Dread, fue un cantante, productor y locutor de radio jamaicano.  Fue uno de los más innovadores e influyentes intérpretes dentro de la música reggae.  Sus habilidades, experiencia técnica y su ejecución vocal única se combinaban creando un sonido único que hace que el oyente reconozca a "Dread al control" («Dread at the Controls»).

## Historia
Desde temprana edad, Campbell mostraba una aptitud natural para la ingeniería y electrónica. En 1976, después de terminar la enseñanza secundaria, Campbell comenzó como ingeniero en la Jamaica Broadcasting Corporation (JBC).  A Campbell no le sorprendía que la lista de temas de la JBC consistiera mayormente en música pop blanda extranjera en una época en la que se estaba grabando en Jamaica el más potente reggae. Convenció a sus jefes en la radio para que le dieran un programa radiofónico propio, llamado Dread At The Controls («Dread al control»), donde no pincharía nada más que reggae.  En cuestión de muy poco tiempo, Campbell (ahora usando el nombre de DJ Mikey Dread, «Miguelito Espanto») tenía el programa más popular de la emisora. Muy célebre por su estilo sonoro divertido y aventurero, Dread At The Controls se convirtió en un éxito en todo Jamaica. Inevitablemente, la conservadora administración de la JBC chocó con Campbell, el cual, como protesta, renunció. 
Por ese entonces, Campbell había adquirido una sólida reputación como cantante  y productor y comenzó a grabar su propio material. Distinguidos álbumes como Dread at the Controls, Evolutionary Rockers, y World War III se convirtieron en favoritos de los fanes del reggae. Su colaboración con los productores King Tubby y Carlton Patterson resultó en algunos de los mejores trabajos de las tres partes.
La música de Campbell atrajo la atención de la banda de punk rock británica The Clash, quienes lo invitaron a Inglaterra para que les produjera algunos trabajos.  Aunque inicialmente desconfiaba de los extraños, Campbell pronto se convertiría en el mejor amigo de la banda, produciendo su famoso sencillo "Bankrobber" y participando en muchas canciones de su álbum de 1980, Sandinista!.  Campbell también salió de gira con The Clash por el Reino Unido, Europa, y los Estados Unidos, obteniendo muchos nuevos fanes por el camino.
Estudió en la National Broadcasting School en Londres, donde perfeccionó sus habilidades como productor de medios informativos y emisión radiofónica, graduándose con honores en 1980.
Dread produjo diez temas dub a UB40 y recorrió Europa and Escandinavia como su artista telonero.
Algunos de sus trabajos en el Reino Unido incluyen la narración de documentales sobre reggae, ser presentador en series como Rockers Roadshow y la aún más popular serie de documentales reggae en seis partes Deep Roots Music para Channel 4. Luego grabaría "The Source (Of Your Divorce)" para la Warner Brothers Records americana, que obtuvo difusión rotativa regular de su videoclip en la televisión.
En 1991 Dread graba Profile y African Anthem Revisited. También recorre Europa y EUA con Freddie McGregor, Lloyd Parks, We The People Band y la Roots Radics Band.
En 1992 colabora con el guitarrista de Guns N' Roses, Izzy Stradlin, en un dueto intitulado «Can't Hear 'Em».  Fue nominado para un premio NAIRD, un premio de la Billboard Magazine, por el trabajo en su compilado Mikey Dread's Best Sellers de 1990.
En 1993 Mikey Dread estuvo involucrado en muchos proyectos, incluyendo su gira para promocionar el disco Obsession y su trabajo en TV con la Caribbean Satellite Network (CSN), donde sería director de programa, personalidad On Air  y productor de varios shows.
En 1994 presentó el Culture Award of Honor en los premios Martin's International Reggae Music Awards de Chicago.
En 1995 trabajó como DJ radiofónico en las emisoras WAVS 1170 AM y WAXY-AM 790 de Miami (Florida).
En 1996 participó como intérprete en el Essential Music Festival de Brighton (Reino Unido).
Mikey prosiguió en sus estudios de producción de TV y vídeo en el Instituto de arte de Ft. Lauderdale, donde se graduó con honores en 1996, y en la Lynn University en Boca Raton (Florida), donde adquirió el título de Bachelor of Arts Degree in International Communications, con honores magna cum laude.
Hizo apariciones en vivo con The Clash, UB40, Bob Dylan, Carlos Santana, Macka B, Channel One, y muchas otras bandas y artistas. También produjo a artistas como Sugar Minott, Junior Murvin, Earl Sixteen, Wally Bucker, Sunshine, Jah Grundy y Rod Taylor. También trabajó estrechamente con el productor Trevor Elliot para lanzar la carrera musical del cantante Edi Fitzroy. Mikey Dread fue el artista elegido, junto a Seal, para cantar «Lips like sugar» en la banda sonora de la película 50 primeras citas (2004).

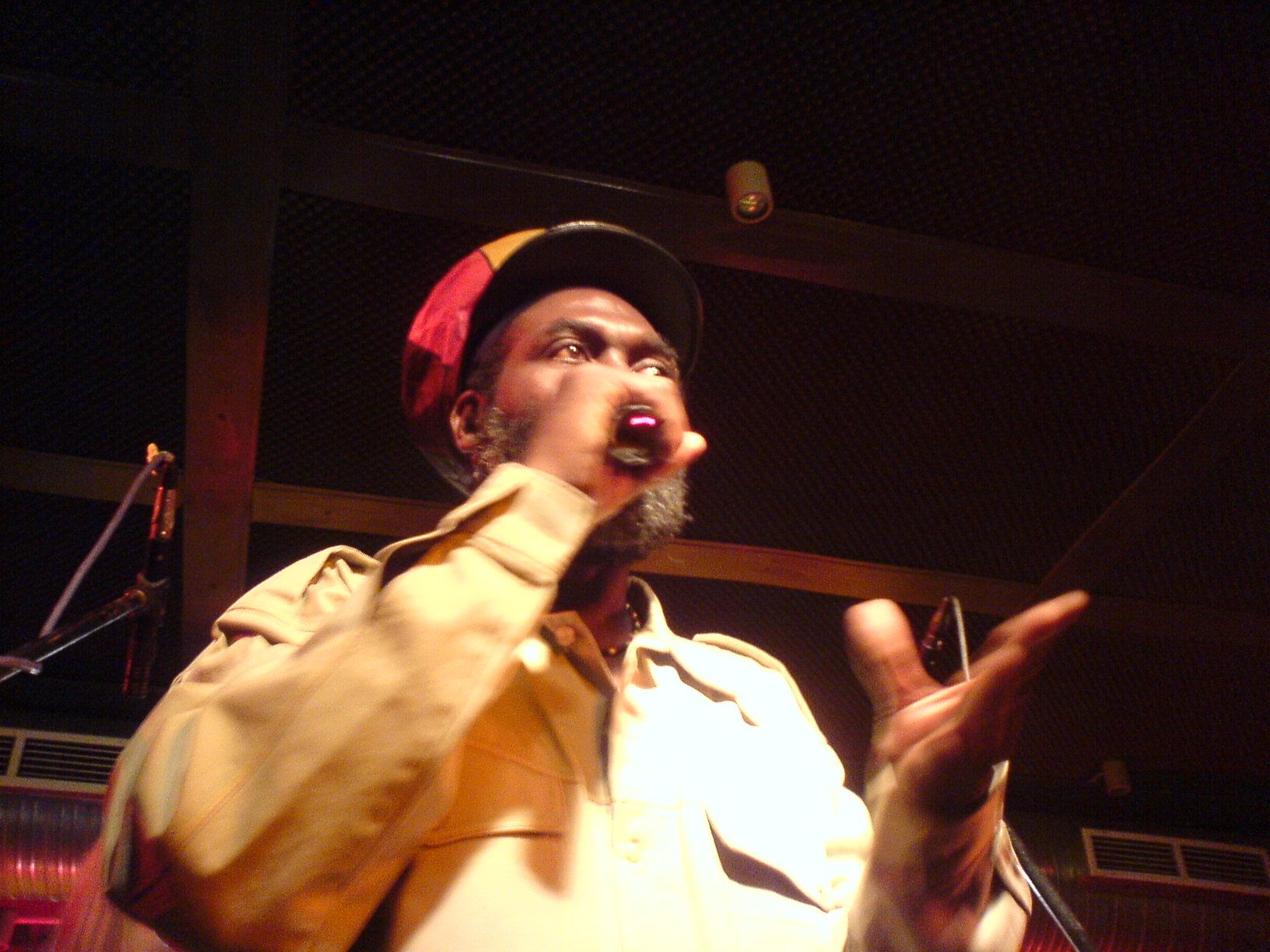
Mikey Dread, 2006.

Después de muchos años trabajando como productor y cantante, Campbell se retiró del negocio y se mudó a Miami, donde continuó su carrera académica con cursos de electrónica y negocios. Disgustado con muchos contratos injustos con las compañías disqueras, Campbell esperó a que todos sus contratos existentes expirasen y entonces recuperó el control sobre todo su catálogo. Desde entonces, estuvo relanzando muchos de esos discos en su propio sello, Dread At The Controls. 
Dread, junto con The Blizzard of 78, participó en The Sandinista! Project, un homenaje al álbum de The Clash de 1980, Sandinista!, con el tema «Silicone on Sapphire».  El álbum de homenaje, grabado en 2004, fue lanzado el 15 de mayo de 2007 por 00:02:59 Records (el nombre del sello proviene de la letra de la canción «Hitsville UK» del álbum homenajeado).
En 2006 participa del disco de Fidel Nadal "Emocionado" en la canción mitad en inglés mitad en español "Tiempos del Reagge".
En octubre del 2007 se anunció que Michael «Mikey Dread» Campbell estaba recibiendo tratamiento por un tumor cerebral. Murió el 15 de marzo del 2008, rodeado por su familia en la casa de su hermana, en Stamford, Connecticut.

## Discografía

### álbumes en Estudio
- Dread at the Controls (1979, label DATC)
- African Anthem (1979, label Cruise ; Auralux 2004)
- Evolutionary Rockers (1979, label Dread At The Control)
- Dread at the Controls (1979, label Trojan)
- World War III (1981, labels Dread At The Control; Heartbeat 1986; Big Cat)
- S.W.A.L.K. (1982, labels Dread At The Control; Heartbeat)
- Dub Catalogue Volume 1 (1982, label DATC)
- Dub Merchant (1982, label DATC)
- Jungle Signal (1982, label DATC)
- Pave the Way (1984, label Heartbeat)
- Happy Family (1989, label RAS)
- Profile (1991, label RAS)
- African Anthem Revisited (1991, RAS) [Dub album]
- Obsession (1992, label Rykodisc)
- SWALK / ROCKERS VIBRATION (1994, label Heartbeat)
- Dub Party (1995, label ROIR)
- World Tour (2001, label DATC)
- Rasta in Control (2002, label DATC)
- Life Is a stage  (2007, label DATC)

### Compilados
- Best Sellers (1991, labels Rykodisc; DATC) [Compilation 1979-89]
- The Prime of Mikey Dread (1999, label Music Club) [Compilation 1978-92]